# William Kennedy Dickson
William Kennedy Laurie Dickson (Le Minihic-sur-Rance, Francia; 3 de agosto de 1860 - Twickenham, Reino Unido; 28 de septiembre de 1935) fue un director cinematográfico, fotógrafo e ingeniero brito-francés. Está considerado como uno de los padres del cine.
Creció en Inglaterra pero, en cuanto alcanzó la madurez, viajó a los Estados Unidos para buscar fortuna con la compañía de Thomas Edison. 
Dickson era un fotógrafo aficionado y había seguido el trabajo de varios pioneros en la búsqueda de lo que luego habría de ser el cine. Durante su empleo en el laboratorio de Thomas Alva Edison, en Menlo Park, Dickson tuvo la oportunidad de investigar las maneras de registrar el movimiento en la película fotográfica, inspirándose al principio, en métodos similares a la forma en que el fonógrafo de Edison grababa el sonido. Los primeros esfuerzos involucraron un tambor que giraba iluminado por una luz wilis. 
Fue capaz, en 1890, de crear una cámara y un visor que utilizaban tiras largas de película para capturar el movimiento en marcos individuales. En 1891, Edison archivó una patente para el invento que, a la postre, recibió el nombre de kinetoscopio. 
A mediados de la década de 1890, los salones con kinetoscopios se volvieron un entretenimiento popular mediante el cual los norteamericanos conocieron por primera vez las películas con movimiento. Dickson empezó trabajando en un proyector para que pudieran desplegarse las películas al mismo tiempo para grandes grupos. 
Después de separarse de Edison, fundó su propia compañía y creó una cámara junto con el sistema proyector. La compañía, denominada American Mutoscope and Biograph Company, lanzó sus propias películas y en el futuro se convirtió en uno de los más grandes estudios de cine de su tiempo. 
Dickson volvió a Londres en 1897 y, después de viajar y rodar películas durante varios años, abandonó la industria cinematográfica para convertirse en ingeniero eléctrico.  
Falleció en 1935.

## Algunas publicaciones
- The Biograph in Battle (T. Fisher Unwin, London 1901). (reimpreso Flicks Books, UK, 1995).
- History of the Kinetograph, Kinetoscope, and Kinetophonograph (MOMA Publications 2000 ISBN 978-0-87070-038-5 Facsimile of Dickson's own copy of his book published in 1895)
- An Authentic Life of Edison. The Life and Inventions of Thomas Alva Edison. (with Antonia Dickson, 8 volumes. New-York. Thomas Y. Crowell & Co. 1894)[1]

## Filmografía
- Atleta de Newark, director y productor.

## Otras lecturas
- William y Antonia Dickson, History of the Kinetograph, Kinetoscope, and Kinetophonograph (MOMA Publications 2000 ISBN 978-0-87070-038-5)

- Gordon Hendricks, The Edison Motion Picture Myth (Arno Press, USA, 1972)

- Ray Phillips, Edison's Kinetoscope and its Films – a History to 1896 (Flicks Books,UK, 1997)

- Charles Musser, The Emergence of Cinema: the American Screen to 1907 (Charles Scribner’s Sons, USA, 1990)

- Charles Musser, Before the Nickelodeon: Edwin S Porter and the Edison Manufacturing Company (University of California Press, USA, 1991)

- Eileen Bowser, The Transformation of Cinema, 1907–1915 (Charles Scribner’s Sons, USA, 1990)

- John Barnes, Filming the Boer War (Bishopsgate Press, UK,1992)

- Richard Brown and Barry Anthony, A Victorian Film Enterprise:The History of the British Mutoscope and Biograph Company (Flicks Books, UK,1997)